# ラングルチーズ
ラングルチーズ（Langres）は、シャンパーニュ＝アルデンヌ地域圏ラングルで作られるフランスのチーズである。1991年からアペラシオン・ドリジーヌ・コントロレ(AOC)の認証を受けている。
ラングルは、牛乳を原料とし、形は円筒形で、重さは約180 gである。内部は柔らかく、クリーム色で、若干ぼそぼそしている。外側は白色のペニシリウム・カメンベルティで覆われている。ラングルチーズは、アナトーによる橙色の皮と、フォンテーヌ（フランス語で泉、噴水の意味）で知られる凹面のへこみで知られている。同じ地元で作られるエポワスと比べて、辛味は少ない。5週間熟成させて、5月から８月の間に食べるのが最も良いが、3月から12月までは、素晴らしい味である。
1998年の生産量は、約305トンであり、1996年まで、年間1.61%、農場では2%減少している。2016年には、農場生産者1社を含む3つの酪農場が605.5トンのラングルチーズを生産している。

## 認定
1991年から認定されてきたAOCは、2009年1月13日の法令第2009-49号によって承認され、2009年1月15日出版のJournal Officielで公表された。
オート＝マルヌ県の2地区 (ショーモン及びラングル)、ヴォージュ県のヌフシャトー、並びにコート＝ドール県の 4 つの村がAOCの範囲となっている。認可されているウシの品種は、シンメンタール種、モンベリアルド種、ブラウンスイス種であり、プリムホルスタイン種は、飼育頭数の50%を超えない限り、認められている。また、牛は年間最低6か月間放牧されなければならないことになっている。